# しこる
| ウィキペディアには「しこる」という見出しの百科事典記事はありません（タイトルに「しこる」を含むページの一覧/「しこる」で始まるページの一覧）。 代わりにウィクショナリーのページ「しこる」が役に立つかもしれません。 |